# Simon IV. Wecker
Simon IV. Wecker (* um 1444; † 22. Juli 1499 in Dornach, Kanton Solothurn) war Graf von Zweibrücken-Bitsch.

## Leben

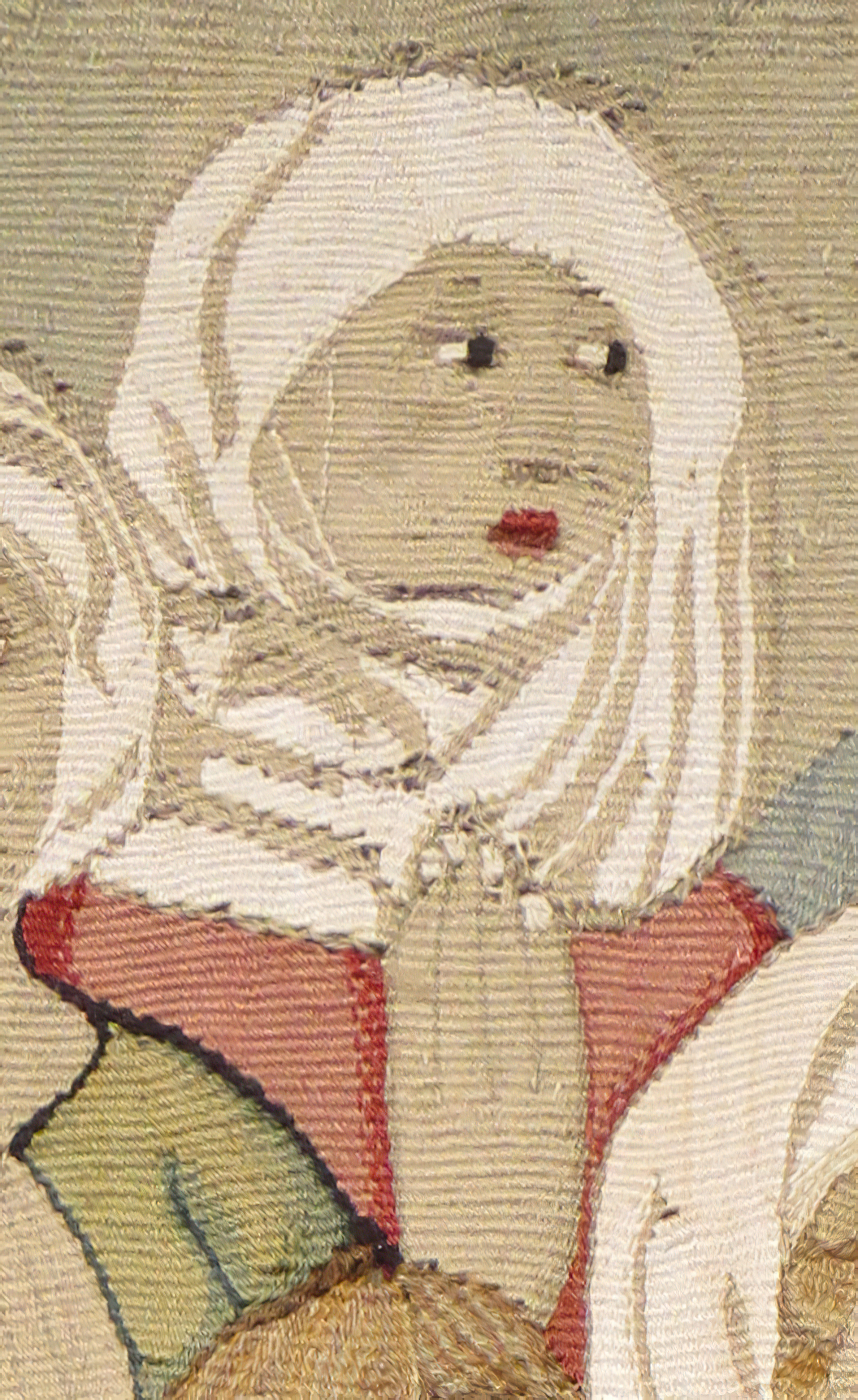
Elisabeth von Lichtenberg, die Ehefrau von Simon IV. Wecker auf dem Adelphus-Teppich

Simon war der zweite Sohn von Friedrich, Graf von Zweibrücken-Bitsch (* 1418; † 1474) und dessen Ehefrau, der Raugräfin Anna. Sein älterer Bruder Hannemann starb bereits im Jahre 1452 ohne Leiberben. Daneben hatte Simon eine ältere Schwester namens Anna, die jüngeren Brüder Friedrich († 1500), Walram und Heinrich sowie eine jüngere Schwester mit Namen Else.
Der erste Bericht über den jungen Simon Wecker stammt aus dem Jahr 1447: In der Nacht vom 19. auf den 20. März 1447 wurde die Burg Bitsch von den Grafen von Lützelstein überfallen. Graf Friedrich konnte fliehen, während seine beiden Söhne Hannemann und Simon Wecker von den Lützelsteinern gefangen genommen wurden. Erst nach einigen Tagen konnte Simon Wecker von einem Württemberger Grafen befreit werden.
Im Jahre 1464 heiratete er Elisabeth oder Else zu Lichtenberg (* 1444; † 21. Januar 1495), die Erbtochter von Ludwig V. von Lichtenberg. Aus der Ehe gingen sechs Kinder hervor.

### Das Erbstatut von 1476
Nach dem Tod seines Vaters Friedrich im Jahre 1474 wurde Simon IV. Wecker Graf von Zweibrücken-Bitsch. Da der Vater keine Bestimmungen für sein Erbe getroffen hatte, verwalteten seine vier verbliebenen Söhne des Grafen die Grafschaft Zweibrücken-Bitsch vorerst gemeinschaftlich. Schon bald kam es zum Streit zwischen den Brüdern, sodass sie durch ihren Verwandten, den Grafen Emich VII. von Leiningen-Dagsburg einen Teilungsvertrag ausarbeiten ließen. Ziel des Vertrages war es, die Einigkeit der Brüder wiederherzustellen und das Primogeniturrecht als Erbstatut einzuführen.
Nach diesem Vertrag erhielt Simon Wecker als der älteste die Landesherrschaft einschließlich der Hauptburg Bitsch, der zweitälteste Bruder Friedrich erhielt die Herrschaft Lemberg. Der dritte Bruder, Walram, erhielt die Herrschaft Medelsheim und der jüngste Bruder Heinrich erhielt die Anteile der Familie an den Burgen Landstuhl und Landeck. Die Anteile an den Vesten Lindelbrunn und Drachenfels blieben im gemeinsamen Besitz. Die Brüder mussten sich gegenseitig ein Öffnungsrecht in jeder der Burgen einräumen sowie ein gegenseitiges Erbrecht. Darüber hinaus wurde bestimmt, dass keiner der jüngeren Brüder heiraten durfte, solange der älteste Bruder männliche, eheliche Nachkommen hatte oder erhoffen konnte. Die Töchter sollten hingegen nur mit Geld abgefunden werden, ihnen sollte kein Erbrecht an der Grafschaft zustehen, solange männliche Erben vorhanden waren.

### Das Erbe Lichtenberg
Im Jahre 1480 verstarb Jakob von Lichtenberg, der Onkel der Ehefrau Simon Weckers. Er war der letzte männliche Vertreter des Hauses Lichtenberg und vererbte seinen Besitz je zur Hälfte seinen beiden Töchtern Anna und Elisabeth. Die Teilung der Grafschaft erfolgte im Mai 1480. Dabei erhielt Simon Wecker die Ämter Ingweiler, Offendorf und Wörth sowie eine ganze Reihe von Schlössern, Städten und Dörfern. Ab diesem Zeitpunkt nannte sich Simon IV. Wecker Graf von Zweibrücken, Herr von Bitsch und Lichtenberg und fügte den Lichtenberger Löwen zu seinem Wappen hinzu.

### Tod in der Schlacht bei Dornach
Am 22. Juli 1499 nahm Simon IV. Wecker unter der Führung von Graf Heinrich von Fürstenberg an der Schlacht bei Dornach im Schweizer Kanton Solothurn teil. Während der Belagerung von Schloss Dorneck kam er bei einem Angriff der Schweizer Truppen ums Leben, ebenso wie Graf Heinrich von Fürstenberg und zahlreiche weitere Adelige.
Anno domini MCCCCLXXXXIX Jar, ufff Marie Magdalene zu sechße nochmittag, wart erschlagen der wolgeborn herr Graue Simon Weckher Graue von Zweyenbruckhen, ein herr zu Bitsch vnd Liechtenberg, und graue Heinrich von Furstenberg vnd ein Herr von Kastell, zu Dorn zwo milen Wegs ob Basel von den Schweitzern.
Simon IV. Wecker  wurde in der Kirche von Dorneck bestattet. Sein ältester Sohn Reinhart († 1532) folgte ihm als Graf von Zweibrücken-Bitsch nach.

## Weckersburg

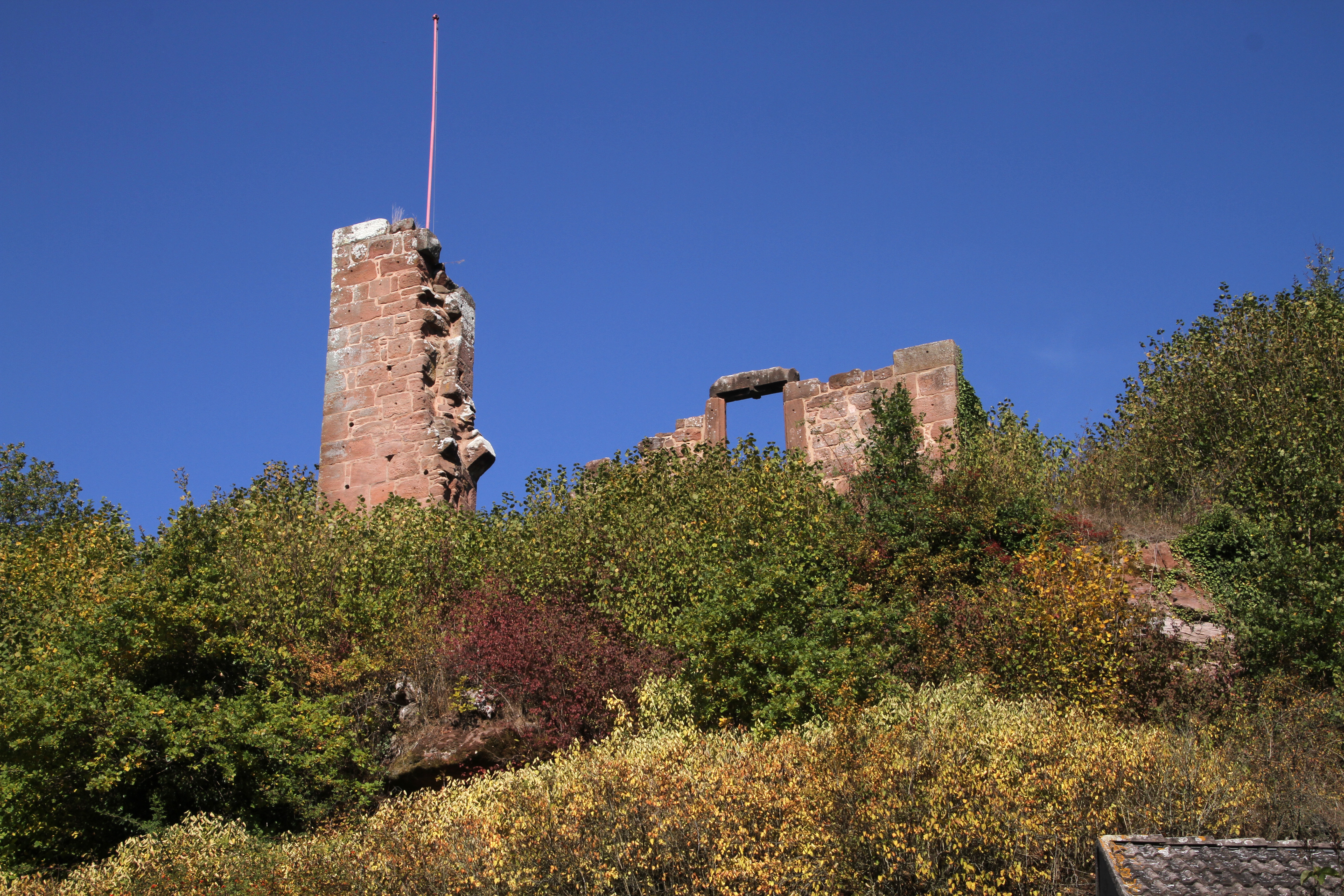
Ruine der Weckersburg

Um 1490 errichtete Graf Simon Wecker in Walschbronn ein Jagdschloss, heute „Weckersburg“ genannt. Die Burg war später in Besitz von Georg von Zweibrücken-Bitsch und Ochsenstein († 1559) sowie Jakob von Zweibrücken-Bitsch. Nach dessen Tod im Jahre 1570 wurde das Gebäude aufgegeben und verfiel zur Ruine.